# Evolvulus arbuscula
Evolvulus arbuscula är en vindeväxtart. Evolvulus arbuscula ingår i släktet Evolvulus och familjen vindeväxter.

## Underarter
Arten delas in i följande underarter:
- E. a. arbuscula
- E. a. canus
- E. a. chinguelensis